# Серафим Богучарски
Серафим Богучарски е руски архиепископ и светец на Руската православна църква (РПЦ) и Българската православна църква (БПЦ). Прославлението му е извършено на 26.02.2016 година в катедралния храм „Св. Александър Невски“ в София, след като за първи път в църковната история две Поместни православни църкви – Руската и Българската, съвместно подготвят канонизация на светия. По време на официално посещение на патриарх Неофит Български в Москва, на 8 март 2016 г. в московския Покровски манастир патриарх Кирил Московски и патриарх Неофит Български извършват съвместно литургично прославление на новоканонизирания от Руската и от Българската православна църква св. Серафим, архиепископ Богучарски, Софийски Чудотворец.

## Биография и ръкополагане
Роден е на 1 декември (по стар стил) 1881 година в Рязан със светското име Николай Борисович Соболев в семейството на Борис Матвеевич Соболев и неговата съпруга Мария Николаевна. През 1894 г. Николай Соболев е приет във втори клас на Рязанското духовно училище. След това завършва Рязанската духовна семинария през 1904 г. и постъпва в Санкт-Петербургската духовна академия. Там на 26 януари 1908 г. приема монашеско пострижение от епископ Сергий (Тихомиров) и получава името Серафим в чест на преподобни Серафим Саровски. На 18 март същата година е ръкоположен за йеромонах. В академията се сприятелява с ректора Теофан Бистров.
През 1908 г. иеромонах Серафим започва преподавателска дейност в богословското училище в Житомир, открито от киевския митрополит Антоний Храповицки, а след това е преместен като надзирател в Калужкото духовно училище. През 1911 г. става инспектор на Костромското духовно училище, а на 22 декември 1912 г. – ректор на Воронежката духовна семинария и е въздигнат в сан архимандрит. На 1 октомври 1920 г., на празника Покров Богородичен, архимандрит Серафим е хиротонисан в сан Лубенски епископ от митрополит Антоний Храповицки в катедралния храм на Симферопол.
На 14 ноември 1920 г. с военния параход „Херсон“, заедно с коменданта на Севастопол генерал Николай Стогов емигрира от Русия в Истанбул. Преподава в Халкинската семинария, Турция.
На 19 май 1921 г. пристига в България и с решение на руското Висше църковно управление зад граница е назначен за предстоятел на храма „Св. Николай Чудотворец“ към руското посолство в София, както и на руския манастир „Св. Александър Невски“ в Ямбол. На 31 август 1921 г. оглавява руските задгранични православни енории на българска територия с титлата „епископ Богучарски“, отначало под юрисдикцията на Руската православна църква зад граница (РПЦЗ), а по-късно, след 1946 г. – под юрисдикцията на Московската патриаршия.
През 1934 г. е възведен в архиепископски сан от председателя на Архиерейския Синод митрополит Антоний Храповицки.
През 1943 г. отказва да участва в Архиерейското съвещание на йерарсите на РПЦЗ, проведено 21 – 26 октомври във Виена под покровителството на германските власти. На 2 март 1945 г. архиепископ Серафим изпраща поздравително писмо до патриарха на Москва и цяла Русия Алексий I по повод избирането му за нов предстоятел на РПЦ. На 15 април 1945 г. архиепископ Серафим се обръща с молба към патриарх Алексий I за приемане в Московския патриархат. На 16 юни 1946 г., по времето на посещението на патриарх Алексий I в България възобновява изцяло литургичното общение с Московската патриаршия.
Серафим (Соболев) приема съветско гражданство през 1946 г., а в края на декември същата година правителството на СССР предава под негова власт бившата Руска църква на посолството в София.
Архиепископ Серафим е поканен на Съвещанието на Главите и Представителите на Автокефалните Православни църкви в Москва през юли-август 1948 г., където изнася доклади. Една от целите на неговото участие е неутрализиране на икуменически настроения български Екзарх Стефан.

## Служение в София
Богучарски архиепископ Серафим (Соболев) е един от най-видните духовници на нашето време. Архиерей на Руската православна църква, чието архиерейско служение почти изцяло преминава в България. Той идва от Русия в България, и близо 30 години обгрижва духовно както руските емигранти, така и множество българи, в това число и духовници. Той оглавява руските православни общини в България от 1921 до 1950 г. В служението му съществено място заема борбата за чистотата на Православната вяра. Автор на безценни богословски трудове и проповеди, както и на акатист на свети Йоан Рилски Чудотворец, когото нарича „слава и красота на Българската църква“.
На 26 февруари 1950 г., празника Тържество на Православието, владиката завършва земния си път.
Погребан е в криптата под олтара на руския храм-подворие „Св. Николай Чудотворец“ в София, където от кончината му до днес вярващи от всички възрасти и социални кръгове отправят към него молитви за помощ и свидетелстват за неговото чудотворство.

## Възгледи
В служението на архиепископ Серафим съществено място заема борбата за чистотата на православната вяра. Той изобличава всяко отклонение от православните истини. Категорично се противопоставя на учението на митрополит Антоний Храповицки, първойерарх на РПЦЗ. В своето изследване „Новото учение за София, Божията Премъдрост“ (София, 1935) той критикува и опитва подробно да опровергае „софиологията“ на протойерей Сергей Булгаков, Владимир Соловьов и отец Павел Флоренски. Смята за свое задължение и борбата срещу антихристиянските култове (дъновизъм и добросамарянство). През август 1938 г., на Втория Всеобщ Задграничен Църковен Събор на РПЦЗ в Сремски Карловци представя доклед за икуменическото движение, в който опитва да обоснове недопустимостта на участието в него на православната църква.
На Всеправославното съвещание в Москва през 1948 г., архиепископ Серафим отново настоява за недопустимостта на участието на Православната църква в икуменическото движение, като посочва неговата зависимост от масонството и от други, враждебни на Христовата църква, организации. Последователно се изказва против модернизма в православието, против католическото и протестантско влияние (баптизъм, адвентизъм) и против съвместните молитви и богослужения с неправославни. Подробно разглежда различията между англиканското вероизповедание и православната църква. Изобличава дейността на организации като „Младежки християнски съюз“, „Фар“ и „Християнска асоциация на младите хора“ (YMCA). На съвещанието владиката повдига и проблема с новия календарен стил. Той изтъква противоречията на григорианския календар с църковния устав, с традициите в богослужението и с каноническите постановления. Посочва, че сериозни нарушения се получават и при компромисната форма на календара, когато Пасхата се празнува по старата, православна пасхалия, а всички неподвижни празници се честват по новия стил.

## Процес по канонизацията
След кончината на архиепископ Серафим Соболев ежедневно нескончаем поток от хора ходят гроба му, молят се, пишат му писма и свидетелстват, че той помага във всякакви случаи – особено при тежки житейски ситуации и болести. За вярващите в България светостта на архиепископ Серафим е безспорна, но тъй като той е клирик на РПЦ Св. Синод на БПЦ под председателството на патриарх Максим заключава, че канонизацията му може да се извърши само след решение на Руската православна църква.
Въпросът за канонизацията на владика Серафим (Соболев) е повдигнат още през 2007 г., но тогава комисията по канонизациите при Св. Синод на РПЦ решава, че събраните материали не са достатъчно изчерпателни. През 2014 г. наместникът на Подворието на Московския и на цяла Русия патриарх в София архимандрит Филип (Василцев) отправя призив към българския народ да се съберат свидетелства за благодатната помощ на архиепископ Серафим. По негова инициатива през 2015 г. Подворието отново внася материали в комисията. Всички пропуски, които тя е установила през 2007 г. този път са попълнени.
Руската православна църква започва процедура по канонизацията на архиепископ Серафим. Събраните свидетелства за чудотворството, живота и богословските трудовете на архиепископ Серафим са подробно изследвани и обсъдени първо в Комисията по канонизация при Руската православна църква, а впоследствие и от Светия Синод на РПЦ. След като е установено, че са налице нужните основания за канонизацията, за първи път в историята на РПЦ е отправено предложение за свикване на съвместна комисия, която да съгласува вижданията по въпроса на двете поместни православни църкви – Руската и Българската.
Първото заседание на комисията се състои на 3 декември в Руския храм-подворие „Св. Николай Мирликийски“ в София, където се намира гробът на владика Серафим, а заключителното заседание се провежда на 4 декември в Синодната палата на Българската православна църква. Членовете на смесената комисия стигат до единодушното заключение: „Не съществуват пречки за прослава на Богучарски архиепископ Серафим (Соболев) в лика на светците“ под името св. Серафим Софийски Чудотворец. Съпредседателите на смесената комисия Волоколамски митрополит Иларион и Варненски и Великопреславски митрополит Йоан подписват заключителен документ.
Окончателното решение за канонизацията на Богучарски архиепископ Серафим за Руската православна църква е взето на 3 февруари 2016 г. на архиерейския събор на РПЦ в Москва, храм Христос Спасител. В заседанието на събора безпрецедентно са поканени представители на друга поместна църква – Българската.
Окончателното решение за канонизацията на архиепископ Серафим за Българската православна църква е взето на заседание на Светия Синод на БПЦ-БП на 5 февруари 2016 г.